# Moi International Sports Center
Moi International Sports Centre (förkortat M.I.S.C.) är en multisportanläggning i Kasarani, Kenya. Anläggningen färdigställdes 1987 för All-Africa Games som då hölls i Nairobi. Sportcentrets huvudarena, där bland annat friidrott, fotboll och rugby kan bedrivas, har läktare med 60.000 sittplatser för åskådare. Anläggningen rymmer också en simbassäng med tävlingsmått, en inomhusarena samt ett hotell med 108 bäddar.

## Renoveringar
2010 renoverades stadion för renovering. Pengarna för detta var ett bidrag från den kinesiska regeringen till Kenyas regering. Det kinesiska företaget Sheng Li Engineering Construction Company Limited fick kontraktet på renoveringen och anläggningen öppnades åter i mars 2012.